# Stupsk (gmina)
Pour les articles homonymes, voir Stupsk.
Stupsk est une gmina rurale (gmina wiejska) de la powiat de Mława, dans la Voïvodie de Mazovie, dans le centre-est de la Pologne.
Son siège administratif (chef-lieu) est le village de Stupsk, qui se situe environ 11 kilomètres au sud-est de Mława (siège de la powiat) et 98 kilomètres au nord de Varsovie (capitale de la Pologne).
La gmina couvre une superficie de 118,04 km2 pour une population de 5 037 habitants en 2006.

## Histoire
De 1975 à 1998, la gmina est attachée administrativement à la voïvodie de Ciechanów.

Depuis 1999, elle fait partie de la voïvodie de Mazovie.

## Géographie
La gmina inclut les villages et localités de :

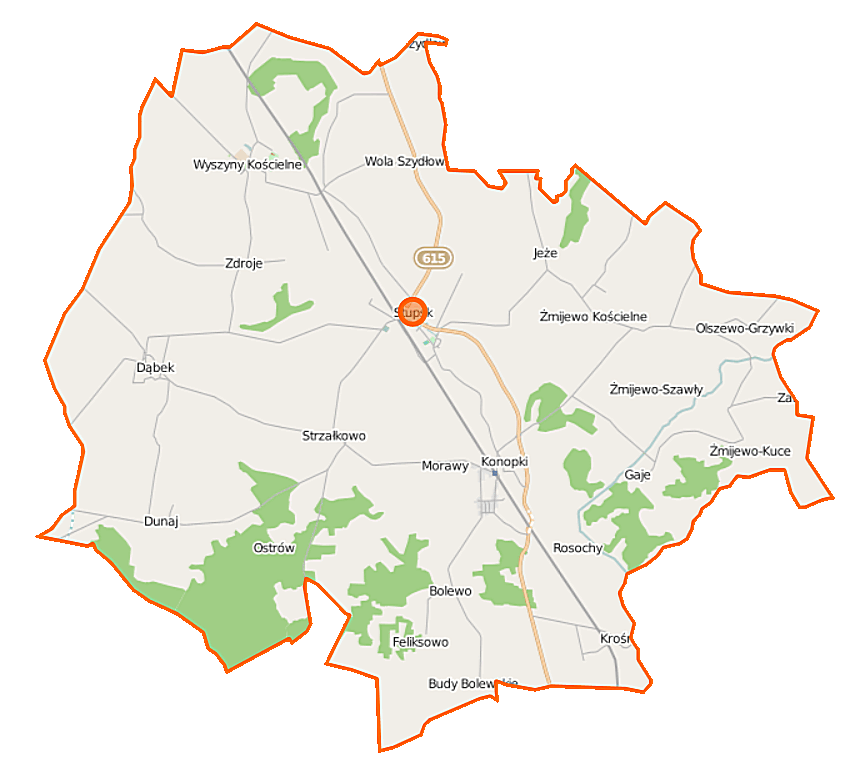
Plan de la gmina

- Bolewo
- Budy Bolewskie
- Dąbek
- Dunaj
- Feliksowo
- Jeże
- Konopki
- Krośnice
- Morawy
- Olszewo-Bołąki
- Olszewo-Borzymy
- Olszewo-Chlebowo
- Olszewo-Grzymki
- Olszewo-Marcisze
- Olszewo-Reszki
- Olszewo-Tosie
- Pieńpole
- Rosochy
- Stefankowo
- Strzałkowo
- Stupsk
- Sułkowo-Baraki
- Sułkowo-Kolonia
- Wola Szydłowska
- Wola-Kolonia
- Wyszyny Kościelne
- Zdroje
- Żmijewo Kościelne
- Żmijewo-Gaje
- Żmijewo-Kuce
- Żmijewo-Podusie
- Żmijewo-Ponki
- Żmijewo-Szawły
- Żmijewo-Trojany

### Gminy voisines
La gmina de Stupsk est voisine des gminy suivantes :
- Grudusk
- Regimin
- Strzegowo
- Szydłowo
- Wiśniewo

## Structure du terrain
D'après les données de 2002, la superficie de la commune de Stupsk est de 118,04 km2, répartis comme tel :
- terres agricoles : 82%
- forêts : 13%

La commune représente 10,08% de la superficie du powiat.

## Démographie
Données du 30 juin 2004 :
| Description        | Total  | Total | Femmes | Femmes | Hommes | Hommes |
| ------------------ | ------ | ----- | ------ | ------ | ------ | ------ |
| Unité              | Nombre | %     | Nombre | %      | Nombre | %      |
| Population         | 5 063  | 100   | 2 526  | 49,9   | 2 537  | 50,1   |
| Densité (hab./km²) | 42,9   | 42,9  | 21,4   | 21,4   | 21,5   | 21,5   |